# La Dosis
La Dosis fue un grupo de rock mexicano originario de Guadalajara, Jalisco. El grupo fue fundado originalmente por Sara Valenzuela (voz), Tlemilco Lozano (guitarra), Aldo Ochoa (batería), Ricardo Arreola (bajo), Gilberto Cervantes (trompeta/clarín), Niina Venäläinen (saxofón alto) y Giancarlo Fragoso (saxofón tenor). 
El grupo se distinguió por surgir como un grupo de fusión, mezclando el funk y el rock con la música pop de los 70's en un tiempo donde la influencia de exitosas agrupaciones como Caifanes, Maldita Vecindad o Café Tacuba era fuerte y marcaba la dirección musical de los nuevos grupos. La Dosis hizo su aparición en la escena del rock tapatío en 1996, donde sacaron su primer álbum titulado simplemente "La Dosis". Este álbum contiene la emblemática canción «Nada», el mayor éxito radiofónico del grupo, junto con temas como «Lotería» y «Me siento morir». Su siguiente álbum, Radio Acapulco (1997), (donde ya no cuentan con la presencia de Venäläinen, Cervantes, Ochoa o de Fragoso) es un disco de covers, donde La Dosis lanza sus propias versiones de clásicos como «Pedro navajas» o «Luces de nueva york», y donde se deja entrever su gradual cambio de estilo, donde comienza la inclusión de elementos de música electrónica en su sonido funk. 
En su tercer disco, Hydro (1998) esta inclusión se vuelve mucho más evidente, cambiando bastante el sonido original del grupo y siendo ya solo un cuarteto así como el cambio de baterista por Marza Romo quien venía de Eraneo después conocido como Azul Violeta, este disco, el último disco que lanzaría La Dosis antes de su disolución en el 2001. Se distinguen éxitos radiofónicos como «Hombre bala», «Paraíso» o «Atómico». Estos tres temas forman parte de la banda sonora de la película mexicana "La Segunda Noche" (1999) del director Alejandro Gamboa.

## Discografía
- La Dosis (1996)
- Radio Acapulco (1997)
- Hydro (1998)